# Trachysphaera fabbrii
Trachysphaera fabbrii är en mångfotingart som först beskrevs av Karl Wilhelm Verhoeff 1929.  Trachysphaera fabbrii ingår i släktet Trachysphaera och familjen Doderiidae. Inga underarter finns listade i Catalogue of Life.